# 山崎まさよし GREETING MELODIES
『山崎まさよし GREETING MELODIES』（やまざきまさよし グリーティング・メロディーズ）は、2010年4月1日からTOKYO FMをキーステーションに月曜から木曜の夕方にJFN系列の37局とKiss-FM KOBE（2010年4月30日まではJFNに加盟、同年11月4日から再加盟）で放送されていたラジオ番組。
2010年10月より放送時間を変更、金曜日23:30 - 23:55の全国同時ネットとなる。
2011年度の放送をもって番組が終了、2年間（同時ネットとしては1年半）の歴史に幕を下ろした。

## パーソナリティ
- 山崎まさよし

## 提供
- 一時期は、パイオニアがスポンサーだったが、現在はノンスポンサーである。

## 各地の放送時間（2010年度上半期）
2010年4月 - 9月は以下のように各地で放送時間が異なっていた。すべて月曜 - 木曜の放送。また、★印はワイド番組に内包して放送していることを表す。
- 16:45 - 16:55
  - FM青森
  - AFM
  - radio CUBE FM三重
- 16:50 - 17:00
  - FMぐんま★（『Vitamin Cafe』内）
  - FMとやま★（『RADIO JAM』内）
- 17:00 - 17:10
  - Rhythm Station（『Sound Party』内）
  - Hi-Six★（『Hi-Six Radio JAM』内）
  - JOY FM
- 17:05 - 17:15
  - V-air
- 17:10 - 17:20
  - μFM★（『YOU GOTTA STATION μ's WAVE』内）
- 17:15 - 17:25
  - RADIO　BERRY★（『B-BOX』内）
- 17:20 - 17:30
  - Date fm★（『Listen♪』内）
  - ふくしまFM★（『RADIO GROOVE』内）
  - FM沖縄
- 17:27 - 17:37
  - FM-NIIGATA★（『SOUND SPLASH』内）
- 17:28 - 17:38
  - FM佐賀★（『夕方ラジオ 「チェケラッチョ」』内）
- 17:30 - 17:40
  - TOKYO FM（制作局）★（『4ROOMS』内）
  - HELLO FIVE★（『Do it!』内）
  - Kiss-FM KOBE★（『Kiss MUSIC PRESENTER』内）
  - JOEU-FM
  - Air-Radio FM88★（『Radio Crusing』内）
- 17:32 - 17:42
  - FM岡山★（『TWILIGHT PAVEMENT』内）
- 17:35 - 17:45
  - FM福井
- 17:45 - 17:55
  - K-MIX★（『Radio the Boom!』内）
  - Radio80★（『EVENING TRIPPER』内）
  - e-radio★（『レディオ・ロコ』内）
  - FMK★（『FMK RADIO BUSTERS』内）
- 17:48 - 17:58
  - FMとくしま★（『Sunset Junction』内）
- 17:50 - 18:00
  - AIR-G'
  - FM岩手★（『MAX WAVESCAPE』内）
  - FM長野★（『The Step』内）
  - FM AICHI★（『黒ちゃんのオンリーワンダフル』内）
  - FM OSAKA★（『MUSIC COASTER』内）
  - FM香川★（『JOY-U・CLUB』内）
  - FMY★（『News Delivery -Evening Edition-』内）
  - FM FUKUOKA★（『Hyper Night Program GOW!!』内）
  - fm nagasaki★（『Spicy voxx』内）
- 18:50 - 19:00
  - HFM